# Lijst van voetbalinterlands Hongkong - Mongolië
Deze lijst van voetbalinterlands is een overzicht van alle officiële voetbalwedstrijden tussen de nationale teams van Hongkong en Mongolië. De landen speelden tot op heden vier keer tegen elkaar. De eerste ontmoeting, een kwalificatiewedstrijd voor de Oost-Azië Cup 2003, werd gespeeld in Hongkong op 28 februari 2003. Het laatste duel, een kwalificatiewedstrijd voor de Oost-Azië Cup 2025, vond plaats op 8 december 2024 in Hongkong.

## Wedstrijden
| № | Plaats   | Datum            | Competitie                      | Wedstrijd           | Uitslag |
| - | -------- | ---------------- | ------------------------------- | ------------------- | ------- |
| 1 | Hongkong | 28 februari 2003 | Oost-Azië Cup 2003 kwalificatie | Hongkong – Mongolië | 10 – 0  |
| 2 | Taipei   | 5 maart 2005     | Oost-Azië Cup 2005 kwalificatie | Hongkong – Mongolië | 6 – 0   |
| 3 | Taipei   | 16 november 2018 | Oost-Azië Cup 2019 kwalificatie | Mongolië − Hongkong | 1 − 5   |
| 4 | Hongkong | 8 december 2024  | Oost-Azië Cup 2025 kwalificatie | Mongolië − Hongkong | 0 − 3   |

## Samenvatting
| Competitie                 | Totaal gespeeld | Winst Hongkong | Gelijk | Winst Mongolië | Doelsaldo Hongkong – Mongolië |
| -------------------------- | --------------- | -------------- | ------ | -------------- | ----------------------------- |
| Oost-Azië Cup-kwalificatie | 4               | 4              | 0      | 0              | 24 − 1                        |
| Totaal                     | 4               | 4              | 0      | 0              | 24 − 1                        |

HKFA · 
Lijst van A-internationals · 
Hongkongs vrouwenelftal
1960 – 1969 ·
1970 – 1979 ·
1980 – 1989 ·
1990 – 1999 ·
2000 – 2009 ·
2010 – 2019 ·
2020 − 2029
Afghanistan ·
Argentinië ·
Australië ·
Bahrein ·
Bangladesh ·
Bhutan ·
Brazilië ·
Brunei ·
Cambodja ·
Canada ·
China ·
Colombia ·
Denemarken ·
Estland ·
Fiji ·
Filipijnen ·
Guam ·
India ·
Indonesië ·
Irak ·
Iran ·
Israël ·
Japan ·
Jemen ·
Joegoslavië ·
Jordanië ·
Koeweit ·
Kroatië ·
Laos ·
Libanon ·
Liechtenstein ·
Macau ·
Malediven ·
Maleisië ·
Marokko ·
Mauritius ·
Mongolië ·
Myanmar ·
Nepal ·
Noord-Korea ·
Noorwegen ·
Oezbekistan ·
Oman ·
Oost-Timor ·
Palestina ·
Paraguay ·
Qatar ·
Salomonseilanden ·
Saoedi-Arabië ·
Singapore ·
Sri Lanka ·
Syrië ·
Tadzjikistan ·
Taiwan ·
Thailand ·
Turkmenistan ·
Verenigde Arabische Emiraten ·
Vietnam ·
Zuid-Korea ·
Zuid-Vietnam ·
Zwitserland
MFF · Mongolisch vrouwenelftal
Interlands
Tegenstander:
Afghanistan ·
Azerbeidzjan ·
Bangladesh ·
Bhutan ·
Brunei ·
Cambodja ·
Filipijnen ·
Georgië ·
Guam ·
Hongkong ·
India ·
Japan ·
Jemen ·
Kirgizië ·
Koeweit ·
Laos ·
Libanon ·
Macau ·
Malediven ·
Maleisië ·
Mauritius ·
Myanmar ·
Noord-Korea ·
Oezbekistan ·
Oost-Timor ·
Palestina ·
Saoedi-Arabië ·
Singapore ·
Sri Lanka ·
Tadzjikistan ·
Taiwan ·
Tanzania ·
Vanuatu ·
Vietnam ·
Zuid-Korea